# Bathyaulax jimii
Bathyaulax jimii är en stekelart som beskrevs av Kaartinen och Donald L.J. Quicke 2007. Bathyaulax jimii ingår i släktet Bathyaulax och familjen bracksteklar. Inga underarter finns listade.